# Heinrich Gentner
Heinrich Gentner (* 25. September 1818 in Freising; † 23. August 1861 in Wolfratshausen) war ein deutscher Heimatforscher, Schulinspektor und katholischer Priester.
Er wirkte unter anderem als Kurat-Kanonikatsprovisor in Laufen und Stadtpfarrer in Wolfratshausen.
Als sein wichtigstes Werk gilt die Aufarbeitung der Geschichte des Benediktinerklosters Weihenstephan.
In Erinnerung an sein Wirken wurde im Freisinger Stadtteil Vötting eine Straße nach Gentner benannt, ebenso eine Straße in Laufen.

## Werke
- Geschichte des Benedictinerklosters Weihenstephan bey Freysing. Hübschmann, München 1854 (Digitalisat in der Google-Buchsuche).
- Topographische Geschichte der Stadt Laufen. Aus dessen Rücklaß hrsg. von Joseph Gentner. Wolf, München 1863 (Digitalisat).